# Gornja Šipašnica
Shipashnicë e Epërme en albanais et Gornja Šipašnica en serbe latin (en serbe cyrillique : Горња Шипашница) est une localité du Kosovo située dans la commune/municipalité de Kamenicë/Kosovska Kamenica, district de Gjilan/Gnjilane (Kosovo) ou district de Kosovo-Pomoravlje (Serbie). Selon le recensement kosovar de 2011, elle compte 1 261 habitants, tous albanais.

## Histoire
Dans le village, un vieux moulin est proposé pour une inscription sur la liste des monuments culturels du Kosovo.

## Démographie

### Évolution historique de la population dans la localité
| 1948 | 1953 | 1961 | 1971  | 1981  | 1991  | 2011  |
| ---- | ---- | ---- | ----- | ----- | ----- | ----- |
| 795  | 826  | 888  | 1 093 | 1 111 | 1 310 | 1 261 |

|  |